# Peter Richard Olsen
 Der er for få eller ingen kildehenvisninger i denne artikel, hvilket er et problem. Du kan hjælpe ved at angive troværdige kilder til de påstande, som fremføres i artiklen.

Peter Richard Olsen (født 31. oktober 1911 i Sorø, død 13. februar 1956 i Sorø) var en dansk roer, der deltog i OL 1936 i Berlin, hvor han sammen med klubkammeraten fra Sorø Roklub Harry Larsen vandt sølv i toer uden styrmand. For denne bedrift modtog de BT's guldmedalje i 1936.
Peter Richard Olsen var tidligere en del af den berømte Sorø-firer, der blev europamestre i firer med styrmand i 1930 og modtog BT's guldmedalje for denne bedrift, for øvrigt første gang medaljen blev uddelt. Det samme mandskab blev igen europamestre i 1933, denne gang i firer uden styrmand. Denne båd bar i 1953 endnu et EM hjem til Danmark med fire roere fra Bagsværd Roklub. Disse bedrifter var sensationelle for en lille klub af Sorø Roklubs størrelse. Den berømte Sorø-firer bestod desuden af Frederik Aage Hansen (stroke), Walther Christiansen, Christian Olsen samt styrmanden Poul Richardt.
Christian Olsen der også var telefonmontør er bror til Peter Richard Olsen. En tredje broder Viggo Olsen roede singlesculler og var dansk- og nordisk mester flere år i træk i slutningen af 1930'erne og starten af 1940'erne.
Han roede også toer uden styrmand med Peter Richard i slutningen af trediverne.
Walher Christiansen var senere med til at stifte Ringsted Roklub i 1938 - han var politibetjent i Ringsted sit civile liv.
Frederik Aage Hansen ( FÅ) var bankmand og senere direktør i sit civile liv og han var en periode fra 1929 -1937 formand for Sorø Roklub i glansperioden.
Han bosatte sig herefter i Lyngby og blev engageret i Lyngby Roklub. Han blev senere formand for Dansk forening for Rosport. Poul Richardt der var styrmand i fireren, var snedker i sit civile liv.
Peter Richard Olsen vandt desuden flere sølv- og bronzemedaljer ved europamesterskaberne, dels i toer uden styrmand, dels i firer med styrmand. Han er den mest vindende roer i Sorø Roklubs historie. Han vandt to europamesterskaber samt seks andenpladser, samt olympisk sølvmedalje, seks nordiske- og i alt atten danske mesterskaber. 1942 blev hans sidste år som aktiv sportsmand, hans tragiske sygdom virkede allerede da ned i hans ene ben - han gennemgik hele tre hjerneoperationer og døde kun 44 år gammel. Peter Richard Olsen var telefonmontør i sit civile liv.